# Освальд (король Восточной Англии)
Освальд (др.-англ. Oswald; IX век) — король Восточной Англии в 870-х годах.

## Биография
Ни в одном средневековом нарративном источнике не сохранилось сведений об Освальде. О том, что он правил королевством Восточная Англия, известно только по нумизматическим данным.
О происхождении и ранних годах жизни Освальда среди историков идут дискуссии. Одни исследователи предполагают, что он мог быть близким родственником предыдущих правителей Восточной Англии; другие, что он принадлежал к высшей знати этого королевства.
Вероятно, Освальд получил власть над восточно-английскими землями после гибели короля Эдмунда Мученика, казнённого в 869 году викингами Ивара Бескостного. Точно не известно, стал ли Освальд правителем Восточной Англии с согласия завоевателей-данов, или он взошёл на престол как самовластный монарх. В качестве доказательства распространения власти викингов на территорию Восточной Англии приводятся изготовленные в 870-е годы монеты этого королевства, содержащие заимствования от скандинавских монет того времени.
Предполагается, что после гибели Эдмунда власть над Восточной Англией могла быть разделена между двумя монархами — Освальдом и Этельредом II. О существовании второго короля также известно только по сохранившимся до наших дней монетам с его именем. Как распределялись властные полномочия между двумя этими правителями, никаких сведений нет. Несколько монет, содержащих имя «Освальд», обнаружены в Куэрдельском кладе. Всего же сохранилось только восемь монет, изготовленных при королях Освальде и Этельреде II, в то время как от времён их предшественника Эдмунда Мученика дошло более двухсот монет.
О дате окончания правления Освальда среди современных историков нет единого мнения. Часть исследователей считает, что он мог владеть восточно-английскими землями вплоть до того момента, когда сюда в 879 году пришло войско викингов под командованием Гутрума. По другому мнению, правление Освальда завершилось в 876 году, после чего единовластным правителем Восточной Англии стал Этельред II.